# Möbelhaus Borsum

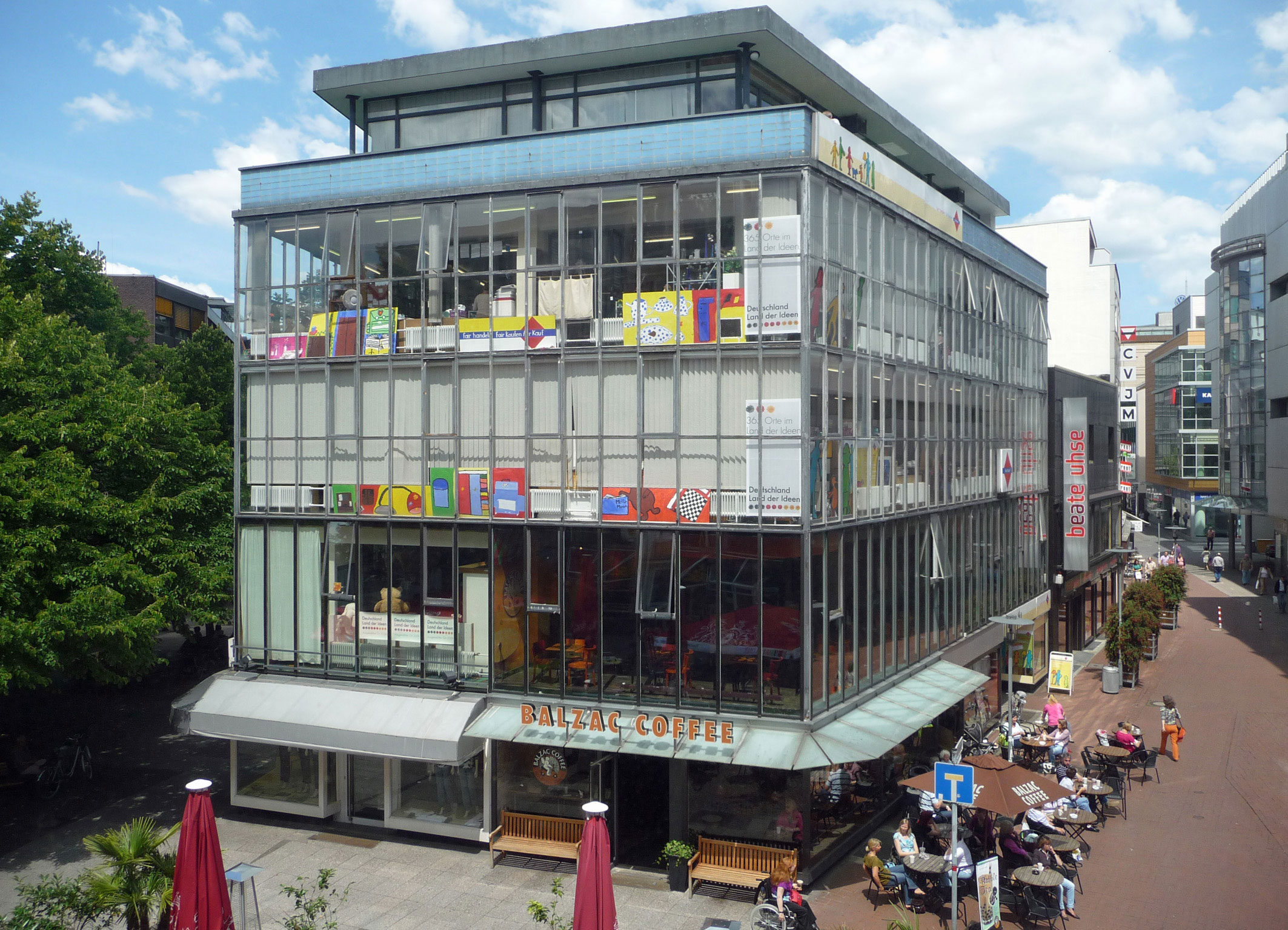
Möbelhaus Borsum, heute genutzt vom Sozialkaufhaus Fairkauf

Das Möbelhaus Borsum ist ein denkmalgeschütztes Geschäftshaus in der Innenstadt von Hannover, das 1956 nach Plänen von Ernst Friedrich Brockmann errichtet wurde. Nach der Nutzung als Möbelgeschäft ist es seit 2008 ein soziales Kaufhaus der Fairkauf e.G.

## Beschreibung
Der fünfgeschossige, kubische Bau verfügt über ein abgesetztes Erdgeschoss und ein zurückgesetztes viertes Obergeschoss. Die tragende Stahlbetonstützen treten hinter den komplett verglasten Außenfassaden zurück. Den oberen Gebäudeabschluss bildet ein Flugdach.
Denkmalschützern zufolge ist das Gebäude als zeittypisches Geschäftshaus beispielhaft und wegen seiner architektonischen und städtebaulichen Qualitäten auch bedeutsam für die Bau- und Kunstgeschichte. Es stelle einen kristallinen Glaskörper dar und habe prägendem Einfluss auf das räumliche Gefüge der angrenzenden Straßen.

## Geschichte

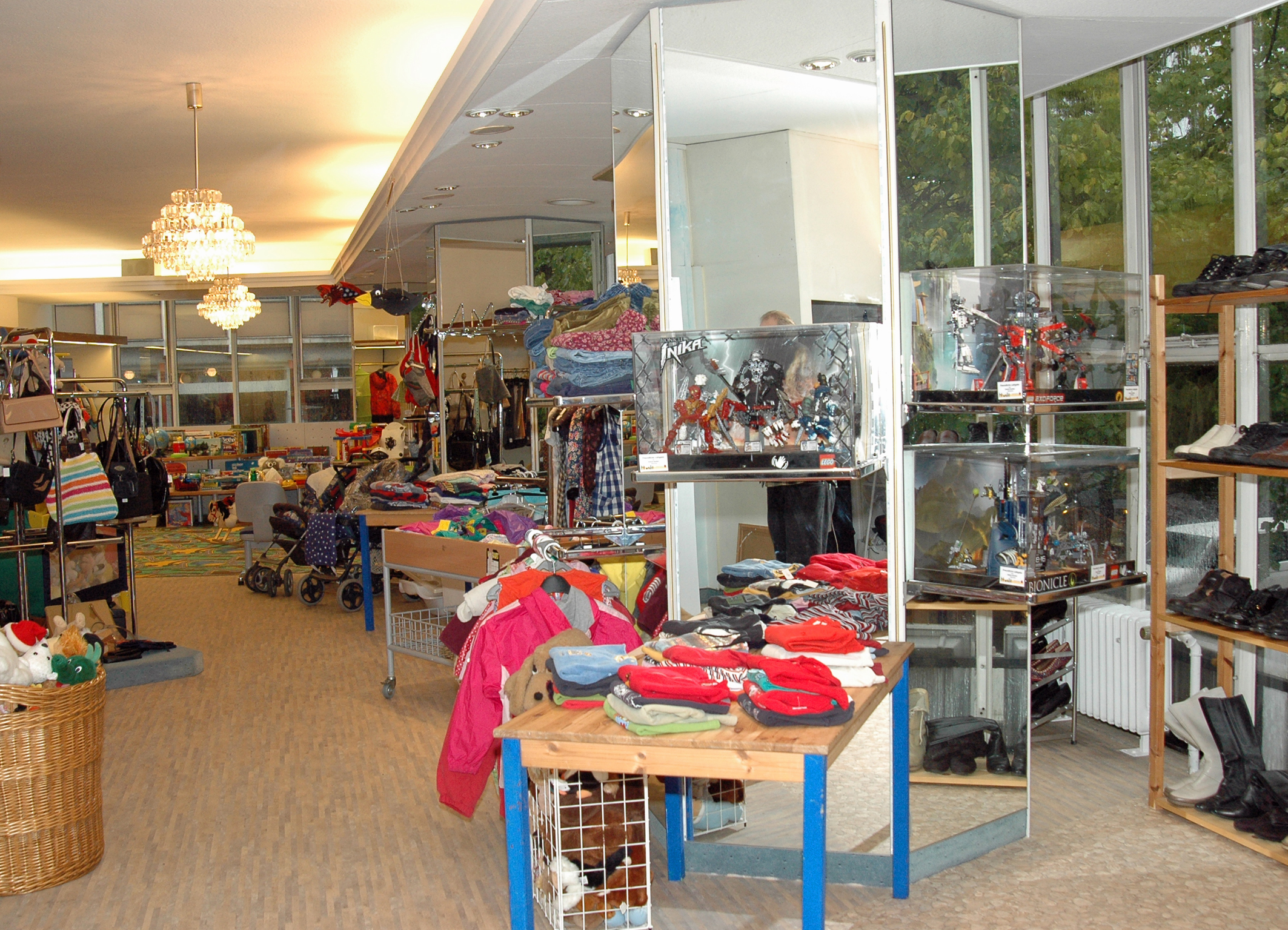
Blick in das Sozialkaufhaus Fairkauf

Das Möbelgeschäft Borsum schloss im Jahr 2007. Im Folgejahr eröffnete am 14. Januar 2008 in dem Geschäftshaus ein Sozialkaufhaus der gemeinnützigen eingetragenen Genossenschaft Fairkauf e.G. Die Genossenschaft gründete sich 2007 auf Initiative des hannoverschen Pastors Walter Lampe. Gründungsmitglieder der Genossenschaft mit dem Vorstandsvorsitzenden Reinhold Fahlbusch waren das Diakonische Werk, der Caritasverband und das Werkheim Hannover. Anfangs wurden drei Etagen mit 750 Quadratmetern Verkaufsfläche genutzt und später kam die vierte Etage hinzu. Verkauft werden fast ausschließlich gespendete und wieder aufbereitete Waren. Außerdem dient das Warenhaus als Ausbildungs- und Qualifizierungsbetrieb für Arbeitssuchende und Langzeitarbeitslose, speziell für den Einzelhandel. Ergänzt werden die Trainings- und Betreuungsmaßnahmen und die Handelsaktivitäten durch Dienstleistungen wie Möbeltransporte bei Umzügen oder Haushaltsauflösungen und damit zusammenhängende Handwerkerleistungen.
Das Sozialkaufhaus wurde mehrfach mit örtlichen sowie landes- und bundesweiten Preisen ausgezeichnet, wie 2008 mit dem Niedersachsenpreis für Bürgerengagement
und mit dem HannoverPreis 2008 des Wirtschaftskreises Hannover e.V., 2009 als Besonderer Ort im Land der Ideen der Initiative Deutschland – Land der Ideen, 2009 mit dem CSR-Siegel 2008 und ebenfalls 2009 mit dem Handels-Innovations-Preis des Handelsverbands Deutschland.